# 蒙特罗 (以你的名字呼唤我)
〈蒙特罗 (以你的名字呼唤我)〉是美国男歌手利尔·纳斯·X演唱，并于2021年3月26日发行的歌曲，也是继〈鄉村老街〉后，再度于百强单曲榜榜首。